# Коммунистическая партия Российской Федерации (фракция)

Коммунистическая партия Российской Федерации (КПРФ) — фракция в Государственной Думе России, в состав которой входят депутаты, избранные от Коммунистической партии Российской Федерации, союзных с ней политических движений (ЛКСМ РФ, «Левый фронт», ДЗНС, ДПА), а также беспартийные левые.
| Созыв               | Количество мандатов | Примечания                         |
| Госдума I созыва    | 10%                 |                                    |
| Госдума II созыва   | 22%                 | 1-е место в общефедеральном списке |
| Госдума III созыва  | 24%                 | 1-е место в общефедеральном списке |
| Госдума IV созыва   | 13%                 |                                    |
| Госдума V созыва    | 12%                 |                                    |
| Госдума VI созыва   | 20%                 |                                    |
| Госдума VII созыва  | 13%                 |                                    |
| Госдума VIII созыва | 18%                 |                                    |

Во время голосований в Госдуме фракция КПРФ занимает преимущественно оппозиционные позиции по экономическим вопросам, внося и голосуя за законопроекты, предусматривающие увеличение социальных обязательств государства и против приватизации предприятий, однако по внешнеполитическим вопросам выступает в поддержку российской власти.
Представитель КПРФ Геннадий Селезнёв занимал пост Председателя Государственной думы II (1995—1999) и III (1999—2003) созывов.

## Фракция в Государственной думе 1-го созыва
На выборах 1993 года федеральный список КПРФ получил 12,40 % голосов (32 места), с учётом одномандатных округов в Думу прошли ещё 13 кандидатов от КПРФ. 13 января 1994 года депутатская фракция КПРФ была зарегистрирована. Численность фракции КПРФ на 17 января 1994 года составила 45 депутатов: 32 избранных по общефедеральному списку и 13 избранных по одномандатным округам.
1. Апарина, Алевтина Викторовна
2. Астраханкина Татьяна Александровна
3. Баюнов Владимир Александрович
4. Бегов, Омар Омарович
5. Беспалов, Иван Михайлович
6. Биндюков, Николай Гаврилович
7. Боков, Владимир Анатольевич
8. Братищев, Игорь Михайлович
9. Волков, Владимир Николаевич
10. Гончаров, Николай Николаевич
11. Гордеев, Анатолий Николаевич
12. Гостев, Руслан Георгиевич
13. Гудима, Тамара Михайловна
14. Зайцев Александр Николаевич
15. Зеленин, Владимир Михайлович
16. Зоркальцев, Виктор Ильич (заместитель председателя фракции)
17. Зюганов, Геннадий Андреевич (председатель фракции)
18. Иванов, Юрий Павлович
19. Илюхин, Виктор Иванович
20. Ионов, Анатолий Васильевич
21. Карташов, Владимир Петрович
22. Ковалёв, Валентин Алексеевич (10 января 1995 года исключён из фракции за вхождение в правительство)
23. Костерин, Евгений Алексеевич
24. Красницкий, Евгений Сергеевич
25. Леонов, Юрий Юрьевич
26. Мартемьянов, Валентин Семёнович
27. Миронов, Олег Орестович
28. Михайлов, Александр Николаевич
29. Никитин, Валентин Иванович
30. Олейник, Любовь Васильевна
31. Петровский, Леонид Николаевич
32. Плетнёва, Тамара Васильевна
33. Потапенко, Александр Фёдорович
34. Пятчиц, Николай Митрофанович
35. Решульский, Сергей Николаевич
36. Севастьянов, Виталий Иванович
37. Севенард Юрий Константинович
38. Селезнёв, Геннадий Николаевич
39. Семаго, Владимир Владимирович
40. Филимонов, Вадим Донатович
41. Фролов, Александр Константинович
42. Цику, Казбек Асланбечевич
43. Чикин, Валентин Васильевич
44. Шевелуха, Виктор Степанович
45. Шенкарев, Олег Александрович (координатор фракции)

Из депутатов от одномандатных округов, выдвинутых КПРФ, один (А. Пономарёв) вошёл во фракцию АПР, один (А. Лукьянов) — в «Российский путь», один (Л. Рожкова) — в «Новую региональную политику». Кроме того, два члена КПРФ состоят во фракциях избирательных объединений, от которых они были выдвинуты: Г.Лукава — в ЛДПР, Е. Бученков — в АПР.
На пост Председателя Государственной Думы 13 января фракция выдвинула беспартийного члена фракции В. Ковалёва, который снял свою кандидатуру в пользу И. Рыбкина (АПР). При рейтинговом голосовании кандидатуру Рыбкина поддержали все 45 членов фракции.
В утверждённом 17 января 1994 года Коалиционном списке фракция получила должности заместителя председателя Думы (В. Ковалёв), председателей комитетов по безопасности (В. Илюхин), по делам общественных объединений и религиозных организаций (В. Зоркальцев), 7 заместителей председателей Комитетов и председателя Мандатной комиссии (В. Севастьянов). 16 членов фракции проголосовали против коалиционного списка, выразив солидарность группе «Российский путь», а Т. Плетнёва даже подписала заявление этой группы, в котором проголосовавшие за список обвинены в пособничестве антинародной политике.
5 января 1995 года Валентин Ковалёв был назначен министром юстиции РФ, за что 10 января 1995 года был исключён из фракции.
При голосовании пакета документов об объявлении амнистии участникам событий августа 1991 и сентября-октября 1993 фракция вместе с АПР настаивала на варианте без отмены парламентского расследования октябрьских событий. 10 депутатов проголосовали только за такой вариант амнистии, 33 — за оба варианта.
Г. Зюганов присутствовал на церемонии подписания Договора об общественном согласии, но, следуя решению II Конференции КПРФ, договор не подписал.

## Фракция в Государственной думе 3-го созыва
18 января 2000 года фракция была зарегистрирована в составе 95 депутатов. Часть из депутатов, прошедших от КПРФ, перешли в Агропромышленную депутатскую группу.
9 января 2000 года фракция выдвинула на пост председателя Думы кандидатуру Геннадия Селезнёва. 18 января 2000 года Селезнёв был избран председателем. По пакетным соглашениям фракция получила посты председателей 9 думских комитетов и Мандатной комиссии.
Весной 2002 года проправительственное большинство (фракции «Единство» и «Отечество», группы «Народный депутат» и «Регионы России») лишило коммунистов и их союзников из Агропромышленной группы большинства руководящих постов в комитетах. В ответ на пленуме ЦК КПРФ было решено в знак протеста отозвать со своих постов всех оставшихся председателей комитетов и спикера Госдумы Селезнёва. Геннадий Селезнёв, Светлана Горячева и Николай Губенко отказались подчиниться решению, за что были исключены из фракции, а затем из партии.

## Фракция в Государственной думе 4-го созыва
На 22 мая 2007 года во фракции состояло 47 депутатов:
1. Алфёров, Жорес Иванович
2. Апарина, Алевтина Викторовна
3. Бенедиктов, Николай Анатольевич
4. Видьманов, Виктор Михайлович
5. Гостев, Руслан Георгиевич
6. Гришуков, Владимир Витальевич
7. Давыдов, Александр Семёнович
8. Езерский Николай Николаевич
9. Заполев, Михаил Михайлович
10. Зюганов, Геннадий Андреевич
11. Иванов, Юрий Павлович
12. Иванова, Светлана Васильевна
13. Илюхин, Виктор Иванович
14. Кашин, Владимир Иванович
15. Квицинский, Юлий Александрович
16. Кибирев, Борис Григорьевич
17. Кондауров, Алексей Петрович
18. Кондратенко, Николай Игнатович
19. Кравец, Александр Алексеевич
20. Кузнецов, Виктор Егорович
21. Куликов, Олег Анатольевич
22. Купцов, Валентин Александрович
23. Локоть, Анатолий Евгеньевич
24. Макашов, Альберт Михайлович
25. Маслюков, Юрий Дмитриевич
26. Махмудов, Махмуд Гаджулаевич
27. Мельников, Иван Иванович
28. Муравленко, Сергей Викторович
29. Никитин, Владимир Степанович
30. Останина, Нина Александровна
31. Паутов, Виктор Николаевич
32. Плетнёва, Тамара Васильевна
33. Рашкин, Валерий Фёдорович
34. Решульский, Сергей Николаевич
35. Романов, Валентин Степанович
36. Романов, Пётр Васильевич
37. Савицкая, Светлана Евгеньевна
38. Сапожников, Николай Иванович
39. Свечников, Пётр Григорьевич
40. Севастьянов, Виталий Иванович
41. Смолин, Олег Николаевич
42. Собко, Сергей Васильевич
43. Тюлькин, Виктор Аркадьевич
44. Харитонов, Николай Михайлович
45. Чикин, Валентин Васильевич
46. Швец, Любовь Никитична
47. Штогрин, Сергей Иванович

## Фракция в Государственной думе 5-го созыва
На 06 ноября 2008 года во фракции состояло 57 депутатов:
1. Алфёров, Жорес Иванович
2. Андреев, Андрей Анатольевич
3. Апарина, Алевтина Викторовна
4. Афонин, Юрий Вячеславович
5. Багаряков, Алексей Владимирович
6. Гаврилов, Сергей Анатольевич
7. Гостев, Руслан Георгиевич
8. Денисенко, Олег Иванович
9. Езерский Николай Николаевич
10. Зюганов, Геннадий Андреевич
11. Илюхин, Виктор Иванович
12. Кашин, Борис Сергеевич
13. Кашин, Владимир Иванович
14. Квицинский, Юлий Александрович
15. Коломейцев, Виктор Андреевич
16. Коломейцев, Николай Васильевич
17. Комоедов, Владимир Петрович
18. Корниенко, Алексей Викторович
19. Куликов, Александр Дмитриевич
20. Куликов, Олег Анатольевич
21. Купцов, Валентин Александрович
22. Левченко, Сергей Георгиевич
23. Локоть, Анатолий Евгеньевич
24. Маслюков, Юрий Дмитриевич
25. Мельников, Иван Иванович
26. Муравленко, Сергей Викторович
27. Никитин, Владимир Степанович
28. Новиков, Дмитрий Георгиевич
29. Обухов, Сергей Павлович
30. Останина, Нина Александровна
31. Паутов, Виктор Николаевич
32. Плетнёва, Тамара Васильевна
33. Пономарёв, Алексей Алексеевич
34. Разворотнев, Николай Васильевич
35. Рашкин, Валерий Фёдорович
36. Решульский, Сергей Николаевич
37. Романов, Валентин Степанович
38. Романов, Пётр Васильевич
39. Русских, Алексей Юрьевич
40. Рябов, Николай Фёдорович
41. Савицкая, Светлана Евгеньевна
42. Свечников, Пётр Григорьевич
43. Смолин, Олег Николаевич
44. Собко, Сергей Васильевич
45. Сокол, Святослав Михайлович
46. Соловьёв, Вадим Георгиевич
47. Стародубцев, Василий Александрович
48. Улас, Владимир Дмитриевич
49. Федоткин, Владимир Николаевич
50. Харитонов, Николай Михайлович
51. Хахичев, Владимир Дмитриевич
52. Чикин, Валентин Васильевич
53. Ширшов, Константин Владимирович
54. Штогрин, Сергей Иванович
55. Шурчанов, Валентин Сергеевич
56. Эдель, Игорь Олегович
57. Юрчик, Владислав Григорьевич

## Фракция в Государственной думе 6-го созыва
На 21 декабря 2011 года во фракции состояло 92 депутата:
1. Абалаков, Александр Николаевич
2. Авдеев, Михаил Юрьевич
3. Агаев, Ваха Абуевич
4. Алимова, Ольга Николаевна
5. Алфёров, Жорес Иванович
6. Андреев, Андрей Анатольевич
7. Апарина, Алевтина Викторовна
8. Арефьев, Николай Васильевич
9. Афонин, Юрий Вячеславович
10. Берулава, Михаил Николаевич
11. Бессонов, Владимир Иванович
12. Бифов, Анатолий Жамалович
13. Бортко, Владимир Владимирович
14. Васильев, Николай Иванович
15. Васильцов, Сергей Иванович
16. Вороненков, Денис Николаевич
17. Гаврилов, Сергей Анатольевич
18. Гончаров, Виктор Иванович
19. Гостев, Руслан Георгиевич
20. Денисенко, Олег Иванович
21. Доровин, Евгений Владимирович
22. Дорохин, Павел Сергеевич
23. Езерский Николай Николаевич
24. Заполев, Михаил Михайлович
25. Зюганов, Геннадий Андреевич
26. Иванов, Николай Николаевич
27. Иванюженков, Борис Викторович
28. Иконников, Василий Николаевич
29. Калашников, Леонид Иванович
30. Кашин, Борис Сергеевич
31. Кашин, Владимир Иванович
32. Коломейцев, Виктор Андреевич
33. Коломейцев, Николай Васильевич
34. Комоедов, Владимир Петрович
35. Комоцкий, Борис Олегович
36. Корниенко, Алексей Викторович
37. Кочиев, Роберт Иванович
38. Кравец, Александр Алексеевич
39. Куликов, Александр Дмитриевич
40. Куликов, Олег Анатольевич
41. Кумин, Вадим Валентинович
42. Лебедев, Олег Александрович
43. Левченко, Сергей Георгиевич
44. Лихачёв, Василий Николаевич
45. Локоть, Анатолий Евгеньевич
46. Мамаев, Сергей Павлинович
47. Мархаев, Вячеслав Михайлович
48. Мельников, Иван Иванович
49. Муравленко, Сергей Викторович
50. Некрасов, Александр Николаевич
51. Никитин, Владимир Степанович
52. Никитчук, Иван Игнатьевич
53. Новиков, Дмитрий Георгиевич
54. Обухов, Сергей Павлович
55. Паутов, Виктор Николаевич
56. Пешков, Виктор Петрович
57. Плетнёва, Тамара Васильевна
58. Поздняков, Владимир Георгиевич
59. Пономарёв, Алексей Алексеевич
60. Потапов, Александр Владимирович
61. Потомский, Вадим Владимирович
62. Разворотнев, Николай Васильевич
63. Рашкин, Валерий Фёдорович
64. Решульский, Сергей Николаевич
65. Родин, Владимир Романович
66. Романов, Валентин Степанович
67. Романов, Пётр Васильевич
68. Рульков, Евгений Адамович
69. Русских, Алексей Юрьевич
70. Рябов, Николай Фёдорович
71. Савицкая, Светлана Евгеньевна
72. Сапожников, Николай Иванович
73. Симагин, Владимир Александрович
74. Синельщиков, Юрий Петрович
75. Смолин, Олег Николаевич
76. Собко, Сергей Васильевич
77. Сокол, Святослав Михайлович
78. Соловьёв, Вадим Георгиевич
79. Тайсаев, Казбек Куцукович
80. Таранин, Виктор Иванович
81. Тарнаев, Александр Петрович
82. Тетёкин, Вячеслав Николаевич
83. Тычинин, Андрей Джафарович
84. Федоткин, Владимир Николаевич
85. Харитонов, Николай Михайлович
86. Черкесов, Виктор Васильевич
87. Чикин, Валентин Васильевич
88. Ширшов, Константин Владимирович
89. Штогрин, Сергей Иванович
90. Шурчанов, Валентин Сергеевич
91. Юрченко, Сергей Иванович
92. Ющенко, Александр Андреевич